# 枯野瑛
枯野 瑛（かれの あきら）は、A-TEAM所属の日本の作家・ゲームシナリオライター・脚本家である。

## 概要
2002年、PCゲーム『Wind -a breath of heart-』のノベライズによってデビュー。以降、初の作者オリジナル作品である『てくてくとぼく』の執筆（2004年）まで、いくつかのPCゲームやTVアニメを原作とするノベライズ小説を執筆していた。趣味はゲームで、特にリソース管理系のゲームが好きだと話している。執筆スタイルとしては、コロナ禍以前はファミレスで執筆する体制を8割方とっていたものの、コロナ禍の間は自宅で執筆する体制をとっていたと話している。

## 作品リスト

### 小説
- 『Wind -a breath of heart-』（イラスト: 結城辰也、富士見ファンタジア文庫〈富士見書房〉）[2]
- 『魔法遣いに大切なこと』シリーズ （イラスト: よしづきくみち、監修: 山田典枝、富士見ミステリー文庫〈富士見書房〉）[3]
- 『学園天国 ひとだま狂想曲』（イラスト: はぎやまさかげ、ファミ通文庫〈エンターブレイン〉）[4]
- 『てくてくとぼく 旅立ちの歌』（イラスト: GOW、富士見ファンタジア文庫〈富士見書房〉）[5]
- 『echo 夜、踊る羊たち』（イラスト: 謎古ゆき、ファミ通文庫〈エンターブレイン〉）[6]
- 『銀月のソルトレージュ』シリーズ（イラスト: 得能正太郎、富士見ファンタジア文庫〈富士見書房〉）[7]
- 『セイクリッドブレイズ 堕ちゆく金狼と』（イラスト: 飯塚武史、ファミ通文庫〈エンターブレイン〉）[8]
- 『終末なにしてますか? 忙しいですか? 救ってもらっていいですか?』シリーズ（イラスト: ue、角川スニーカー文庫〈角川書店 → KADOKAWA〉、全6巻）[9]
  - 『終末なにしてますか? もう一度だけ、会えますか?』（角川スニーカー文庫〈KADOKAWA〉、全11巻）
- 『砂の上の1DK』(イラスト: みすみ、角川スニーカー文庫〈KADOKAWA〉)
- 『輪転式ステレオプティコン - jailed in 2002 -』(ファミ通文庫〈KADOKAWA〉)

#### 未単行本化
- 「篝火は気侭に揺れる」 - 『妖精使いになる方法 妖精伝承アンソロジーノベル』掲載（ファミ通文庫〈エンターブレイン〉）[10]
- 「路地裏の落陽」 - 『月姫アンソロジーノベル 1』掲載（イラスト: 無私天使、ファミ通文庫〈エンターブレイン〉）[11][12]
- 「ユラユラのムコウガワ」 - 『ドラゴンマガジン 2004年12月号 龍皇杯』掲載（イラスト：TOY、富士見書房）

### ゲームシナリオ
- ロケットの夏　（Terralunar）
- セイクリッドブレイズ　（フライト・プラン）
- サモンナイトシリーズ
  - サモンナイト3（PSP）シナリオ協力　（バンダイナムコゲームス）
  - サモンナイト4（PSP）シナリオ協力　（バンダイナムコゲームス）
  - サモンナイト5（PSP）シナリオ　（バンダイナムコゲームス）

### アニメシナリオ
- 終末なにしてますか? 忙しいですか? 救ってもらっていいですか?（テレビアニメ）原作・シリーズ構成・各話脚本 （制作：サテライト、C2C）[13][14]